# Reconstrucción Nacional
La Reconstrucción Nacional fue un periodo posterior a la Guerra del Pacífico entre las guerras civiles de 1884 a 1885 y 1894 a 1895, donde la República Peruana inicia su resurgimiento económico, político y social. Algunos autores lo ubican de 1883 (firma del Tratado de Ancón) a 1895 (inicio del gobierno constitucional de Nicolás de Piérola), que coincide con el periodo del Segundo Militarismo o Militarismo de la derrota; otros lo extienden hasta 1919 (inicio del Oncenio de Leguía).

## Antecedentes
La Guerra del Pacífico terminó completando la destrucción que se había iniciado con la crisis económica de la década de 1870. En 1879, el sistema bancario peruano estaba quebrado y la agricultura, la minería y el comercio apenas sobrevivían. Al terminar la pesadilla de la guerra y de la ocupación, el país seguía viviendo. Pero era un país exangüe, amputado, dolorido. La situación económica del país luego de la guerra fue bastante precaria: el país sentía la necesidad de afrontar un futuro de reconstrucción en todos sus aspectos.
El Perú había perdido sus principales recursos naturales, sus principales industrias productivas, el comercio se había contraído, las principales vías de comunicación colapsadas o destruidas, una inflación incontenible y sobre todo, una enorme deuda externa con los acreedores ingleses, la cual sobrepasaba los cincuenta millones de libras esterlinas, lo que hacía imposible que el Perú pudiese recibir nuevos créditos internacionales.
Sin embargo, en estos años van a aparecer nuevos recursos económicos que van a permitir acelerar la recuperación económica del país. Se inició la explotación del caucho en la selva y el petróleo en la costa norte. La explotación de ambos recursos naturales está vinculada al fenómeno de la segunda revolución industrial, la cual tuvo en el boom del automóvil a su máximo exponente. Asimismo, se inició en estos años el lento resurgimiento de la actividad agroindustrial del azúcar y del algodón en la costa norte del país.

## Segundo Militarismo
El historiador Jorge Basadre sostiene que el militarismo o predominio de los militares en el poder surgió en el Perú debido a la debilidad de la clase dirigente civil tras una época de guerra, ya sean interna o externa. Señala también tres tipos de militarismo que se sucedieron en la historia republicana: después de una victoria; después de una derrota; y en momentos de crisis o caos social. 
El Primer Militarismo se dio luego de la victoria en la guerra de la independencia, a la que se sumaron las guerras civiles e internacionales de las primeras décadas de la República.
El Segundo Militarismo se da luego de la derrota en la Guerra del Pacífico y se divide en dos momentos: el primero (1883-1885), que corresponde al predominio de los militares “azules” encabezados por Miguel Iglesias, que firmaron la paz con Chile; y el segundo (1886-1895) que corresponde al predominio de los “rojos” liderados por el general Andrés Avelino Cáceres, los mismos que habían resistido hasta el final a los invasores. Este nuevo militarismo tiene la difícil tarea de recomponer el aparato administrativo y gubernamental del Estado y de ejercer su autoridad a fin de lograr el concurso de la ciudadanía para enrumbar a la nación a su recuperación.

## Aspecto político
Tras la catastrófica derrota ante Chile, la persona que contaba con el prestigio y la autoridad suficientes para restablecer el ordenamiento social y político en el Perú era el general Andrés Avelino Cáceres, héroe de la resistencia de la Breña.
Cáceres enfrentó al entonces presidente Miguel Iglesias, quien había firmado el tratado de paz con Chile con cesión territorial y se había afirmado en el poder con el apoyo de las armas chilenas. Se desató así una guerra civil. Cáceres demostró su estrategia militar al poner fuera de juego al ejército principal de Iglesias en la localidad de Huaripampa (sierra central peruana), acción que se conoce como la “huaripampeada” (1884). A continuación atacó Lima, donde sus fuerzas cercaron en el Palacio de Gobierno a Iglesias. Este renunció a la presidencia en 1885, siendo sucedido por el gobierno provisional del Consejo de Ministros (encabezado por Antonio Arenas), el mismo que convocó elecciones en las que ganó abrumadoramente Cáceres. 
Durante su primer gobierno constitucional (1886-1890), Cáceres emprendió la Reconstrucción Nacional. Fundó su propio partido, el Partido Constitucional o cacerista. Pero su acceso al control del Estado implicaba el establecimiento de un pacto político con el civilismo. Fue este consenso lo que permitió que Cáceres y su sucesor, el entonces coronel Remigio Morales Bermúdez (1890-1894), conservasen el control político durante casi una década, en medio de una paz pública. Con la muerte de Morales Bermúdez, a consecuencia de una enfermedad repentina en abril de 1894, empezó nuevamente la crisis política.
Tras un breve periodo de Justiniano Borgoño, Cáceres volvió a la presidencia en 1894, en unas cuestionadas elecciones, que provocaron en su contra la formación de la Coalición Nacional, integrada por los demócratas y civilistas, encabezados por el caudillo Nicolás de Piérola; se desató una sangrienta guerra civil que culminó con el asalto de los coaligados a Lima, ante lo cual Cáceres renunció y partió al exilio, en 1895.
Se estableció el gobierno de una Junta Nacional presidida por Manuel Candamo, que convocó a elecciones en las que salió elegido Nicolás de Piérola. Este realizó importantes reformas económicas y logró una estabilidad política en el país, consolidando el sistema presidencialista. Piérola fue el que consolidó la Reconstrucción Nacional, inaugurando una nueva etapa llamada la República Aristocrática (ambos términos acuñados por Basadre), que se prolongaría durante las dos primeras décadas del siglo XX.

## Aspecto económico

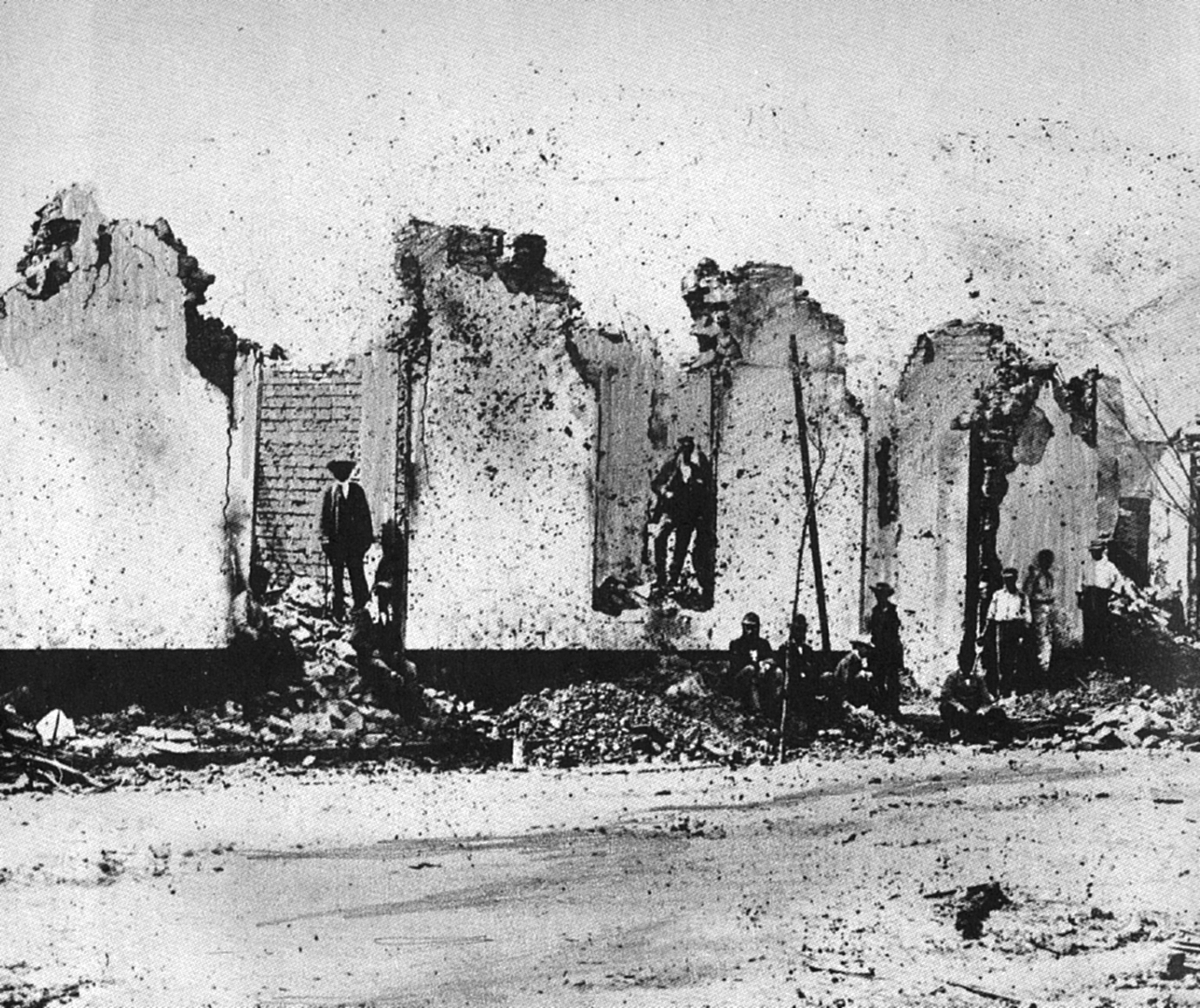
Muros destruidos del distrito capitalino de Chorrillos.

Ya desde años antes de estallar la Guerra del Pacífico, la economía peruana estaba fuertemente golpeada. El guano había dejado de ser la fuente principal de recursos. El Perú se había declarado en bancarrota en 1876 y al no poder atender su cuantiosa deuda externa decretó la moratoria. Fue por ello que descuidó su defensa nacional y no pudo modernizar su escuadra. Chile también pasaba por apuros económicos, pero, tras la guerra hispano-sudamericana (1865-1866), el gobierno de Federico Errázuriz Zañartu había aprobado la adquisición en 1871 de dos fragatas blindadas con las que obtuvo la supremacía naval en el Pacífico. Si ya en los años previos al conflicto, la economía peruana se hallaba en situación crítica, con el desarrollo de la guerra quedó prácticamente destruida.
Finalizada la guerra chilena, el Perú debió encarar una serie de problemas que  venían desde antes del estallido del conflicto. El principal de ellos era precisamente la deuda externa con los acreedores británicos. Estos, una vez firmada la paz de Ancón, exigieron al gobierno peruano la cancelación de la deuda. El Perú se hallaba en una encrucijada: no contaba con los recursos necesarios para hacer ese pago; y al mismo tiempo, requería urgentemente de capitales para reactivar su economía de exportación, sin la cual era imposible cumplir con el pago de su deuda. Esta ascendía a cerca de 37 millones de libras esterlinas, cuya amortización anual exigía un pago de cerca de dos millones y medio de libras, suma que para el país era entonces imposible de reunir.

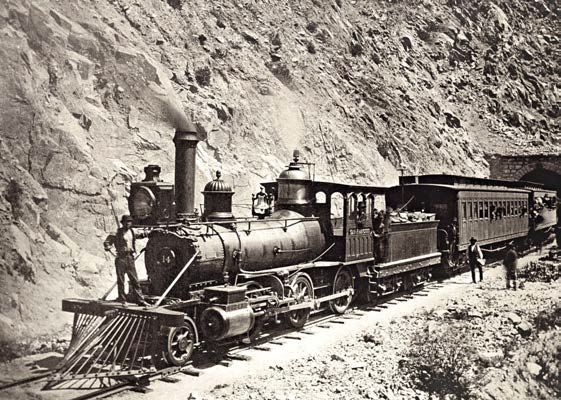
Ferrocarril peruano administrado por la Peruvian Corporation tras la firma del Contrato Grace.

De modo que el arreglo de la deuda revestía un carácter de suma urgencia. Así lo entendió el primer gobierno de Andrés A. Cáceres, que se abocó de lleno en el asunto, hasta firmar el Contrato Grace, en virtud del cual el Estado peruano cedía a sus acreedores ingleses el control y la administración de sus principales recursos productivos (ferrocarriles y guano), a cambio de la extinción completa de su deuda. Cáceres tuvo necesidad de convocar tres Congresos extraordinarios y expulsar a los diputados opositores para que el Congreso ratificase el contrato en julio de 1889. Para una mejor administración de los recursos que recibían, los acreedores ingleses convirtieron sus bonos de la deuda externa en acciones de la Peruvian Corporation, la más importante empresa británica que naciera para implementar los acuerdos de dicho contrato.
Arreglada así la cuestión de la deuda externa, la clase dirigente peruana entendió que el futuro del país dependía del desarrollo de los recursos naturales para la exportación. Comenzaron así a colocarse las primeras bases de un sistema de explotación de los recursos y de la fuerza de trabajo nativa, el cual alcanzaría su más completa consolidación durante la Primera Guerra Mundial.
En su esencia, la nueva organización de la economía combinaba la monopolización de los recursos, una masiva inyección de capital extranjero, una capacidad para someter a su servicio a las economías tradicionales y una profunda y completa subordinación al mercado externo. Desde 1885 hasta 1895 la plata, el azúcar y el caucho, en este orden, fueron los principales productos de exportación peruana. Paralelamente se produjo un significativo desarrollo industrial bajo el impulso del capital nacional, reflejado inicialmente en el rubro textil.
En esta nueva etapa de la economía peruana, que se prolongaría hasta el crack mundial de 1929, la exportación se mostró más diversificada. La sierra suministró lana (de ovinos y camélidos) y metales (plata, oro y cobre), entre otros. La Amazonía aportó con café, coca y caucho. Y la costa con azúcar y algodón.

## Aspecto social

### Literatura

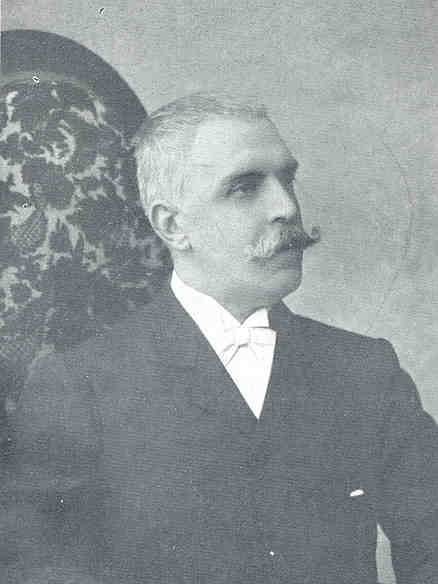
Manuel González Prada.

Tras la guerra del Pacífico surge en el ámbito literario una reacción contra el romanticismo. El líder de esta reacción es Manuel González Prada (1844-1918), quien cultivó una poesía que por su temática estetizante y la introducción de nuevas formas métricas fue un claro precursor del modernismo. De entre sus obras en prosa se deben mencionar: Páginas libres y Horas de lucha, libros en las que hace una furibunda crítica a la clase política, responsable, según él, de la catástrofe bélica. No se salvan tampoco de sus ataques las instituciones religiosas y los literatos de su tiempo. Su postura extremadamente crítica en el terreno de las ideas y de la literatura le hizo ganar no pocos enemigos y le metió en diversas polémicas periodísticas. 
Se desarrolló también, de un modo bastante tenue, el realismo en la novela, que toma vuelo a partir de entonces en el Perú.
Una característica resaltante en este período es el surgimiento de un grupo de escritoras. Muchas de ellas —habiendo perdido a sus cónyuges e hijos mayores en la guerra con Chile— tuvieron que ganarse la vida por sí mismas, y cultivaron su vocación literaria a través de tertulias. La principal fue la de la argentina Juana Manuela Gorriti, en las que se discutía sobre los problemas sociales y sobre la influencia de las formas europeas. Escribieron novelas que en cierto modo pueden calificarse como realistas. Tal es el caso de:
- Mercedes Cabello de Carbonera (1845-1909), nacida en Moquegua, fue la iniciadora de la novela realista peruana. Escribió seis novelas de contenido social e intención crítica, siendo las más exitosas Blanca Sol (1888), Las consecuencias (1890) y El conspirador (1892). Escribió también numerosos artículos y ensayos publicados en la prensa, sobre temas literarios y sociales; en especial abogó por la emancipación de la mujer, por lo que se cuenta entre las primeras feministas del Perú. Fue incomprendida en su tiempo, siendo blanco de las críticas de autores masculinos como Juan de Arona y Ricardo Palma. Ello lo empujó a aislarse. Por si fuera poco, empezó a padecer las secuelas de una sífilis que le contagió su propio esposo, siendo recluida en un manicomio, donde falleció.
- Clorinda Matto de Turner (1852-1909), novelista, tradicionista y periodista cusqueña, precursora o fundadora del indigenismo literario. Autora de Tradiciones cuzqueñas y de las novelas Aves sin nido (1899), Índole (1891) y Herencia (1893). La más destacada y polémica de sus obras es Aves sin nido, donde expone la situación del indígena que sufre los abusos de las autoridades religiosas y políticas. Aunque su técnica y estilo sean deficientes, la obra concitó el interés no solo en el Perú, sino en América y Europa.
- María Nieves y Bustamante (1861-1947), natural de Arequipa, es autora de la novela histórica Jorge, el hijo del pueblo (1892), ambientada en la guerra civil de 1856-1858, es un canto épico que resalta el espíritu guerrero del pueblo arequipeño.

### Ciencia

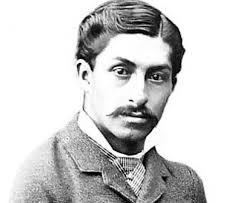
Daniel Alcides Carrión.

En agosto de 1885, Daniel Alcides Carrión, un estudiante de medicina peruano, se inoculó con la ayuda de Evaristo Chávez, la secreción tomada de una verruga de la paciente Carmen Paredes. Después de 3 semanas desarrolló los síntomas clásicos de la "fiebre de la Oroya", por lo que se estableció un origen común de las dos enfermedades. Carrión llevó un diario con anotaciones detalladas de sus síntomas hasta los últimos días de su enfermedad en que se agravó su estado clínico y falleció de la enfermedad el 5 de octubre de 1885. Por sacrificio fue reconocido como mártir de la medicina peruana y en su honor se celebra el 5 de octubre el día de la medicina peruana.
En 1888, se fundó la Sociedad Geográfica de Lima.
Pedro Paulet inventó el motor de propulsión de combustible líquido (1895) y el primer sistema moderno de propulsión para cohetes (1900). Descubrió las ventajas del combustible líquido para la propulsión de los cohetes y diseño, construyó y probó con éxito el primer motor cohete de combustible líquido conocido en la historia. En 1902, diseñó su "avión torpedo" propulsado por una batería de cohetes, montados en un ala pivotante que le permitía despegues verticales, después de lo cual giraban hacia atrás para impulsarlo en vuelo horizontal.
En 1901, Augusto Weberbauer comenzó sus investigaciones botánicas en el Perú. Publicará en 1911 su obra maestra La flora de los Andes peruanos en sus rasgos fundamentales (Die Pflanzenwelt des peruanischen Anden in ihren Grundzügen Dargestellt"),
Scipión Llona escribe sobre la Geografía de Madre de Dios en el Boletín de la Sociedad Geográfica de Lima (1904).
En 1908, se funda el Observatorio Sismológico de Lima.
En 1911, Fermín Tangüis, tras 10 años de investigación, descubrió una variedad de algodón que resistía el Cotton Kilt (hongo que había destruido numerosas plantaciones), y superaba al Egipto y al Mitafifi en producción unitaria; además, su fibra larga y gruesa tuvo gran demanda en hilanderías, ya que no se rompía y era fácil de ser manufacturada. Por último, su cultivo requería poca agua y era muy rústico, por lo que podía ser sembrado en lugares que antes no se consideraban aptos para el algodón. Su algodón “especial” (bautizado algodón Tangüis) se difundió rápidamente por los valles de la costa, contribuyendo a un nuevo auge algodonero.
Santiago Antúnez de Mayolo publicó un estudio sobre el potencial hidroeléctrico del Cañón del Pato, que tituló Proyecto de la Instalación Hidro-Electro-Química del Cañón del Pato sobre el río Santa-Perú, en 1915.

## Obras y hechos importantes

### Gobierno de Miguel Iglesias (1883-1885)
- Firma del tratado de paz con Chile o Tratado de Ancón (20 de octubre de 1883).[6]
- Inicio de la reorganización de la administración pública, cuya estructura se había visto quebrantada por la guerra.
- Reestructuración y reapertura de la Biblioteca Nacional, labor que fue encomendada a Ricardo Palma.[7]
- Reapertura y reconstrucción de la Universidad Nacional Mayor de San Marcos, luego del vandalismo y pillaje que sufriera a manos de los chilenos. También renacieron otros centros de estudios, como el Colegio Guadalupe.[8]
- Establecimiento de la contribución personal y los “trabajos de la república” (tareas comunales), que recayeron sobre la población indígena, lo que ocasionó la rebelión de Atusparia y Uchcu Pedro, en la región de Áncash.[9]
- Ni bien se retiraron los chilenos, cuando se desató la Guerra civil peruana de 1884-1885. Las tropas del gobierno (iglesistas o azules) se enfrentaron a los revolucionarios del general Andrés A. Cáceres (caceristas o rojos). Triunfan estos últimos.[10]

### Gobierno del Consejo de Ministros  (1885-1886)
- Finalizada la guerra civil, se instaló el gobierno provisorio del Consejo de Ministros, que encabezaba Antonio Arenas.[11]
- El Consejo de Ministros convocó a elecciones generales, en las que participó Cáceres como candidato único, contando con el apoyo del Partido Constitucional que acababa de fundar. Triunfó Cáceres.[12]

### Primer gobierno de Andrés A. Cáceres (1886-1890)
- Se firmó el Contrato Grace con los tenedores de bonos de la deuda externa del Perú. Se entregan en concesión ferrocarriles, guano, territorios en la selva, etc.[13]
- Se suprimieron los billetes fiscales, que fueron sustituidos por la moneda metálica (sol de plata).[14]
- Se crearon las Juntas Departamentales (1886), con el objetivo de descentralizar la recaudación de las contribuciones e invertirlas en provecho de los mismos pueblos tributarios.[15]
- Promovió la creación de escuelas talleres o artesanales.[16]
- Se suprimió el Tribunal del Consulado de Lima (1887) y se creó la Cámara de Comercio de Lima (1888).[17]
- Se fundó la Sociedad Geográfica de Lima (1888).[5]
- Se inauguró el alumbrado eléctrico en el Centro de Lima (1886), a cargo de la Empresa Peruvian Electric Construction and Supply Company.[18][19]
- Se instaló el servicio telefónico en Lima (1888), a cargo de Bacigalupi y Cía. Los primeros abonados vivían en Lima, Callao, Miraflores, Barranco y Chorrillos.[20][19]
- Se fundó el Banco Italiano (1888), hoy llamado Banco de Crédito del Perú.[21]
- Se reorganizó el ejército y se reabrió la Escuela Militar (1889). También llegó el buque de guerra Lima.[22]
- Se importaron las primeras bicicletas (1889).[23]
- Se fundó la Fábrica Nacional de Tejidos Santa Catalina, en la avenida Grau (1889). La fábrica de tejidos de Vitarte fue adquirida por compañía la inglesa Peruvian Cotton (1890), con lo que dicha industria adquirió un gran impulso.[24]
- Se instaló en Talara la London Pacific Petroleum Company para explotar los pozos petroleros de La Brea y Pariñas (1890).[25][26]
- Repatriación de los restos de los héroes de la guerra del Pacífico (1890).[27]
- El 2 de mayo de 1890 se firmó con el Ecuador el Tratado García-Herrera, con el que se pretendió poner fin al conflicto de límites con dicho país. El Perú cedía grandes porciones del territorio en disputa. El Congreso ecuatoriano aprobó el tratado, pero el Congreso peruano, antes de aprobarlo, hizo modificaciones en la línea trazada, lo que fue del desagrado del Ecuador. El tratado quedó sin efecto y ambas partes reanudaron las negociaciones.[28]
- En las elecciones generales de 1890 se presentaron como candidatos el general Remigio Morales Bermúdez, quien contaba con el apoyo oficial; y Francisco Rosas, representante del Partido Civil. Piérola, líder del Partido Demócrata, no pudo participar en los comicios por encontrarse preso. Realizados estos se produjo el triunfo de Morales Bermúdez.[29]

### Gobierno de Remigio Morales Bermúdez (1890-1894)
- A poco de asumir la presidencia, se produjo un motín militar en el Cuartel de Santa Catalina, el que fue debelado sangrientamente (3 de diciembre de 1890).[30]
- En política exterior puso sus esfuerzos en la ejecución del plebiscito de Tacna y Arica, cuyo plazo de 10 años para su realización finalizaba en 1894, de acuerdo a lo establecido en el Tratado de Ancón. Pero el plebiscito no llegaría a realizarse entonces ni nunca, por decisión unilateral de Chile. Este asunto (cuestión de Tacna y Arica) sería desde entonces la preocupación principal de la cancillería peruana, extendiéndose a lo largo de tres décadas.[31]
- El Congreso expidió la Ley de Municipalidades, el 14 de octubre de 1892, para permitir el restablecimiento de dichas entidades en todo el país.[32]
- Se aprobó una ley que introdujo el recurso jurídico del habeas corpus que limitaba la prisión arbitraria de los acusados por delitos comunes (1893).[33]
- Se fomentó la difusión de la educación primaria, creándose algunas escuelas.[34]
- Se dieron leyes para proteger la industria y el comercio.
- Se intensificó la construcción de vías de penetración a la Amazonía y se inauguró el camino al Pichis.[34]
- Se continuó la construcción de los ferrocarriles de Lima a la Oroya y de Juliaca al Cuzco.[34]
- Se dotó de servicio de agua potable a la ciudad de Arequipa.[34]
- Morales Bermúdez no llegó a concluir su período presidencial, pues falleció el 1.º de abril de 1894, víctima de una enfermedad, y fue reemplazado en el mando por el segundo vicepresidente, coronel Justiniano Borgoño, con postergación del primer vicepresidente Pedro Alejandrino del Solar.[35]

### Gobierno de Justiniano Borgoño (1894)
- La designación de Borgoño no fue bien visto por los integrantes del Congreso que adoptaron una actitud de abierta pugna contra el nuevo mandatario. Borgoño, en respuesta, suprimió el Congreso y convocó a elecciones generales para elegir al nuevo Presidente y a un nuevo parlamento.[36]
- Fueron incorporados al servicio de la Marina de Guerra: el navío de guerra Constitución y el transporte de madera Chalaco.[37]
- Meses antes había llegado de Europa el general Cáceres, que lanzó su candidatura a la Presidencia de la República, contando con el apoyo oficial. Ante la falta de garantías para los demás partidos, estos se abstuvieron de participar. Efectuadas las elecciones, Cáceres resultó triunfante, asumiendo por segunda vez la presidencia, el 10 de agosto de 1894.[36]

### Segundo gobierno de Andrés A. Cáceres (1894-1895)
- El 10 de agosto de 1894, Cáceres asumió por segunda vez la presidencia, en medio del descontento popular.[38]
- El resultado de las elecciones de 1894 fue impugnado por los opositores de Cáceres, los partidos Civil y Demócrata, que formaron la Coalición Nacional, iniciándose así una sangrienta guerra civil. Caudillo de la Coalición era Nicolás de Piérola.[39]
- Surgieron numerosas partidas de montoneros en toda la República. En el norte se hizo célebre la banda de unos hacendados piuranos, los Seminario.[40]
- Piérola gestó la revolución desde Chile. Desembarcó en Puerto Caballas (Ica) y desde Chincha avanzó a Lima, donde entró encabezando a sus huestes por la Portada de Cocharcas, el 17 de marzo de 1895. Durante tres días se prolongó la lucha en la capital. Viendo la situación adversa, Cáceres renunció y partió al exilio.[41]

### Gobierno de la Junta de Gobierno (1895)
- Se encargó del mando de la Nación una Junta de Gobierno presidida por Manuel Candamo.[42]
- Esta Junta de Gobierno, como organismo transitorio de gobierno no realizó una obra efectiva y se conformó con conservar el orden y la seguridad internos.[43]
- Su principal labor fue la convocatoria a elecciones generales. La Coalición Nacional, manteniendo la alianza, lanzó la candidatura de Piérola, quien, sin contendor, resultó elegido con abrumadora mayoría.

### Gobierno de Nicolás de Piérola (1895-1899)
- El 8 de septiembre de 1895, Piérola asumió por segunda vez el poder, pero esta vez de manera constitucional (la primera había sido de forma dictatorial, de 1879 a 1881).[44]
- Formó un gobierno de amplia base, pues llamó a colaborar con él a elementos representativos de la política nacional, entre los que se contaban muchos miembros del Partido Civil.[45]
- Se creó la Sociedad Recaudadora de Impuestos (para el mejor cobro de las rentas del Estado), que fue conocida popularmente como “La Recaudadora”.[46]
- Se dio gran apoyo a la fundación de instituciones crediticias y financiera del capital extranjero, creándose varios Bancos (Banco del Perú y Londres, Banco Popular del Perú, Banco Internacional del Perú).[47]
- Se redujo el impuesto a los productos de primera necesidad (alimentos) y se incrementó los de placer o vicio (alcohol y tabaco).[48]
- Se implantó el patrón de oro en el sistema monetario, emitiéndose la Libra de Oro, con el mismo peso y ley que la libra esterlina.[49]
- Se emprendió la reorganización del peruano, para lo cual se contrató una misión militar francesa presidida por el coronel Pablo Clement.[50]
- Se fundó la Escuela Militar de Chorrillos (EMCH) y se estableció el servicio militar obligatorio (SMO).[50]
- Se creó el Ministerio de Fomento y Obras Públicas, para organizar un plan de obras públicas e impulsar el desarrollo industrial (1896). Su primer ministro fue el ingeniero Eduardo López de Romaña, que luego sucedió a Piérola en la presidencia de la República.[51]
- Estimuló las exploraciones en la Amazonía, con el anhelado propósito de abrir vías de comunicación entre la costa y la selva. Fue en esta época cuando se inició el auge económico de la selva peruana, con la explotación del caucho.[52][53]
- La importancia que alcanzó entonces la Amazonía se denota cuando Manuel Madueño intenta crear un estado federado en Loreto, conocido como el Estado Federal de Loreto.[54]
- Llegaron los inventos de la segunda revolución industrial. El primer fonógrafo (1896); el primer cinematógrafo (1897), cuya función inaugural fue dada con la presencia de Piérola;[55] los rayos Röntgen (1896); los primeros automóviles (1898); y se aumentaron las líneas telefónicas.
- Se implantó el estanco de la sal, cuyo producto fue destinado como fondo para el rescate de Tacna y Arica, en poder de Chile (1896).[56]
- Se produjo el alzamiento de los pobladores de Huanta en protesta por el impuesto a la sal, que fue reprimido salvajemente por las fuerzas del orden (1896-1897).[57]
- Se firmó el Tratado Billinghurst-La Torre (1898) para establecer el procedimiento normativo a seguir en la proyectada realización del plebiscito en Tacna y Arica. Este no llegaría  a realizarse nunca, por decisión unilateral de Chile, que, a partir de 1901, acentuó su desalmada política de chilenización en dichas provincias peruanas.[58]

## Galería de los Gobernantes de la Reconstrucción Nacional

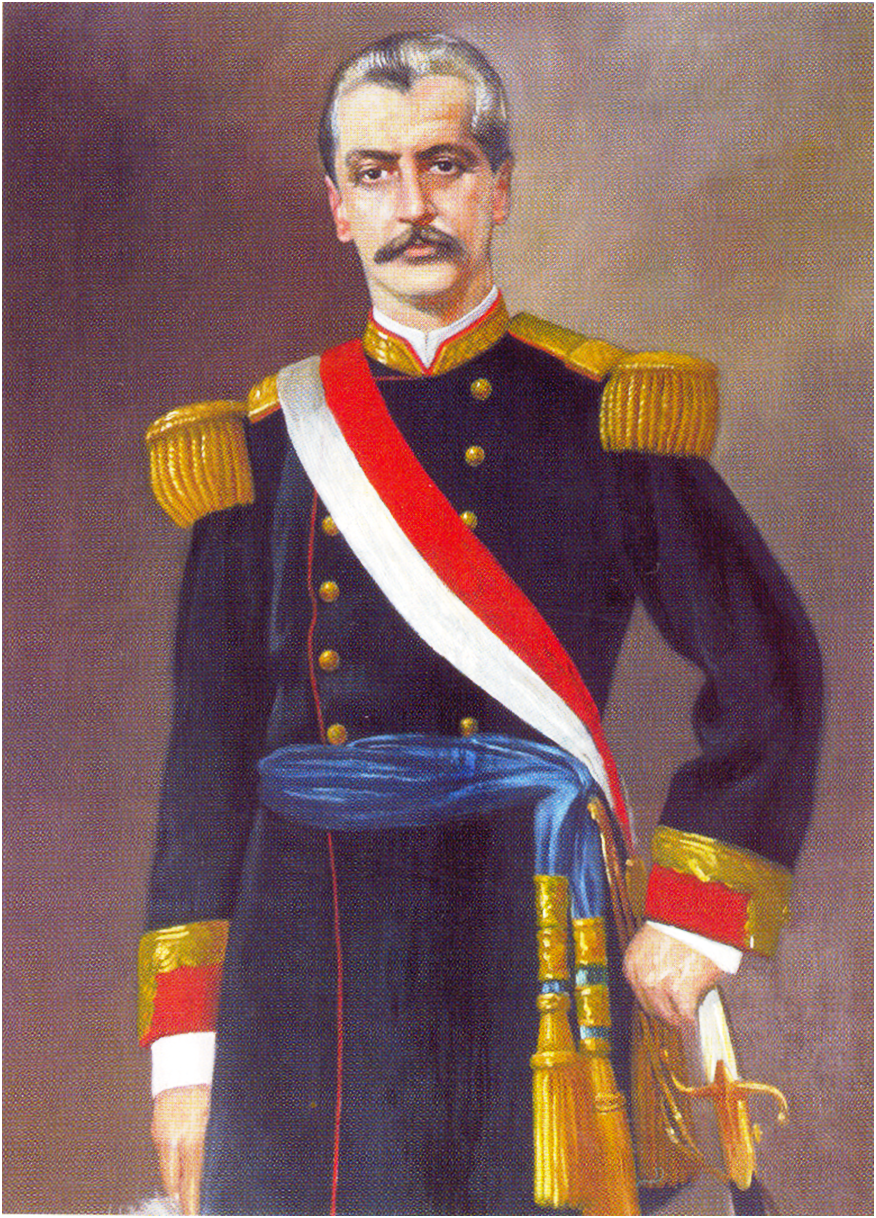
Miguel Iglesias (1883-1885)
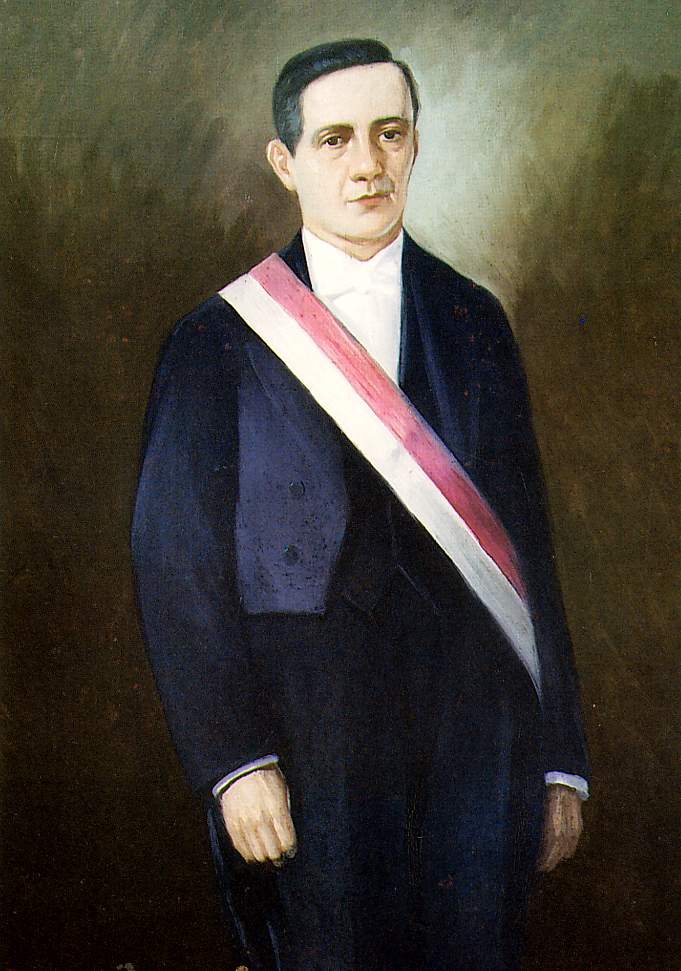
Antonio Arenas (interino) (1885-1886)
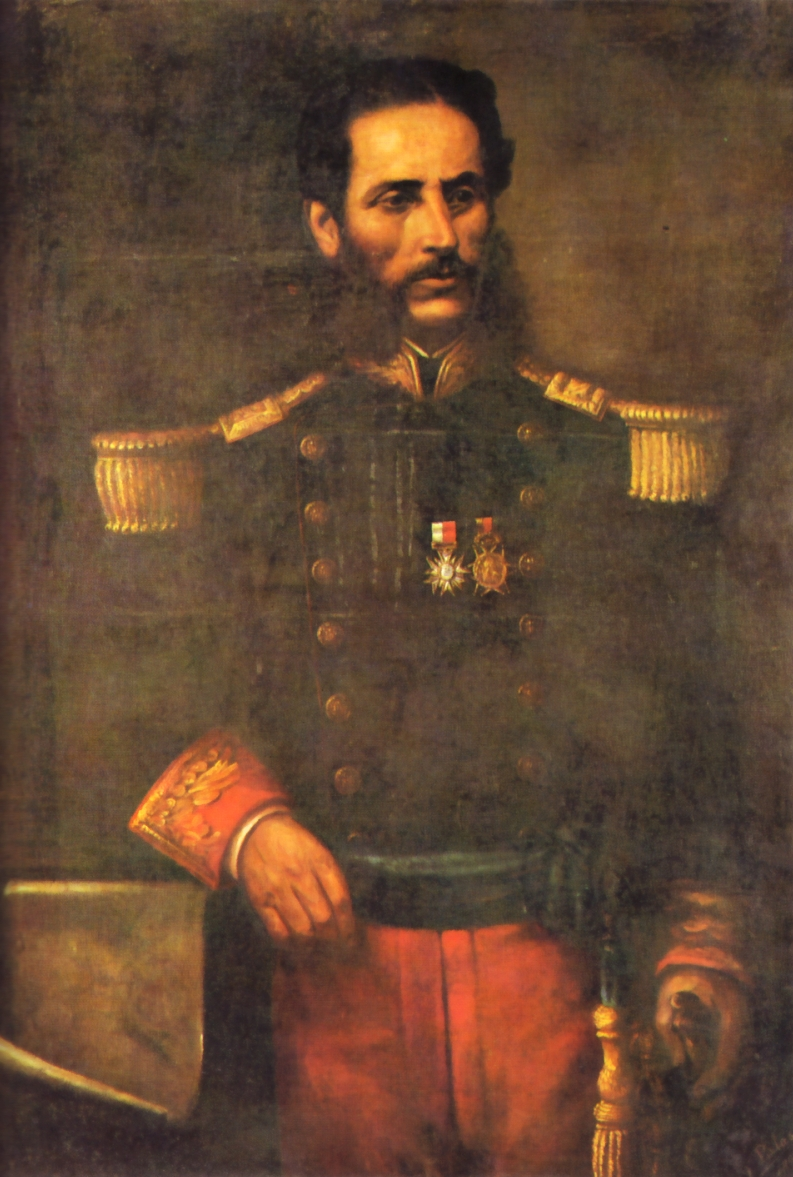
Andrés A. Cáceres (1886-1890 y 1894-1895)
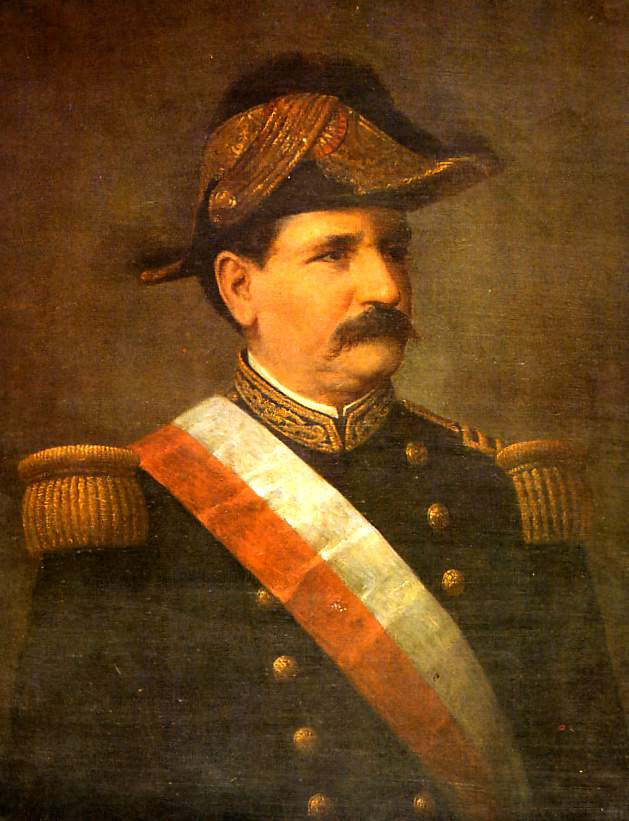
Remigio Morales Bermúdez (1890-1894)
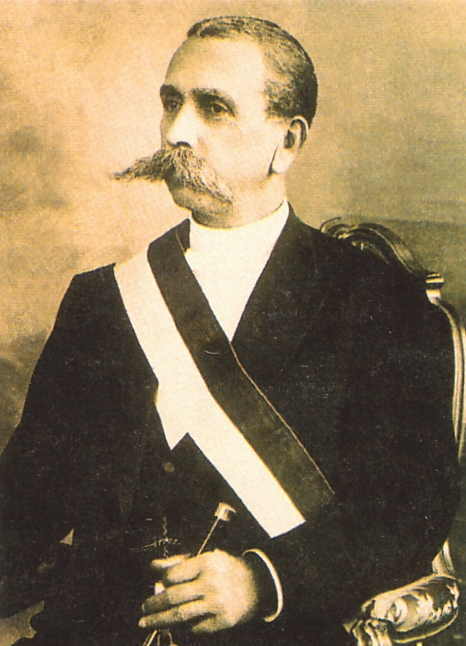
Justiniano Borgoño (1894)
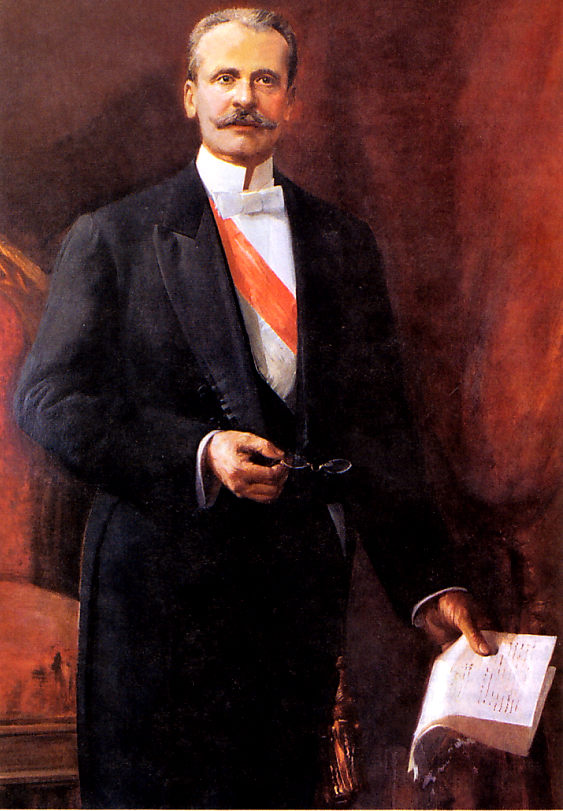
Manuel Candamo (interino) (1895)
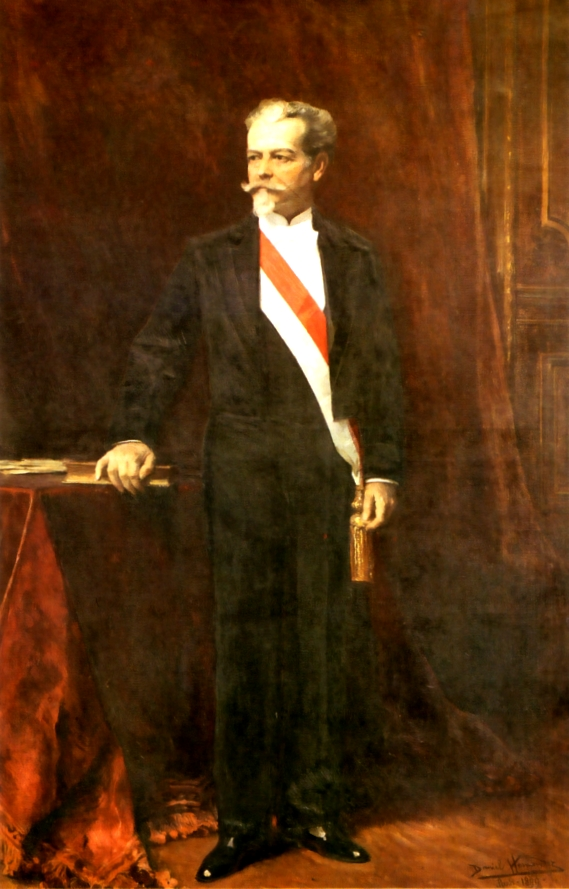
Nicolás de Piérola (1895-1899)

| Predecesor: Ocupación del Perú durante la guerra del Pacífico | Historia republicana del Perú 1883 - 1895 | Sucesor: República Aristocrática |